# Cryphonectria parasitica
Cryphonectria parasitica és una espècie de fong ascomicot de l'ordre dels diaportals (Diaporthales). És l'agent causal del xancre del castanyer una greu malaltia que afecta a diverses espècies de castanyers (Castanea spp.). És originari d'Àsia oriental, però al llarg del segle XX es va escampar per Amèrica del Nord, Europa i Àfrica del Nord.
Degut a la seva facilitat de propagació i virulència es considerada una espècie invasora i de quarantena. i està inclosa a la llista "100 de les espècies exòtiques invasores més dolentes del món" de la Unió Internacional per a la Conservació de la Natura.

## Història natural
Aquest fong pot tenir reproducció sexual i asexual. Els picnidis, els cossos fructífers asexuals, tenen forma de circell i són de color groguenc o ataronjat. Durant les etapes humides, en aquestes estructures es desenvolupen els conidis (espores asexuals) i aquests es dispersen per vectors animals, el vent o la pluja.
Per altra banda, durant l'hivern les seves espores sexuals es creen a uns peritecis en forma de berruga grogosa o ataronjada situats a l'estroma. Les espores són alliberades durant la primavera i són transportades pel vent. Un cop germinada, penetra infectant l'arbre a través de petites ferides i desenvolupa un miceli que creix a l'escorça interna i mata el càmbium a causa de l'alliberació d'àcid oxàlic.